# Дифференциальное уравнение Бернулли
Обыкновенное дифференциальное уравнение вида:
{\displaystyle y'+a(x)y=b(x)y^{n},\quad n\neq 0,\,1}
называется уравнением Бернулли (при {\displaystyle n=0} или {\displaystyle n=1} получаем неоднородное или однородное линейное уравнение).
При {\displaystyle n=2} является частным случаем уравнения Риккати. Названо в честь Якоба Бернулли, опубликовавшего это уравнение в 1695 году.
Метод решения с помощью замены, сводящей это уравнение к линейному, нашёл его брат Иоганн Бернулли в 1697 году.

## Метод решения

### Первый способ
Разделим все члены уравнения на {\displaystyle y^{n},} получим
{\displaystyle {\frac {dy}{dx}}\!y^{-n}+a(x)y^{1-n}=b(x).}
Делая замену {\displaystyle z=y^{1-n}} и дифференцируя, получаем:
{\displaystyle {\frac {dz}{dx}}=(1-n)y^{-n}{\frac {dy}{dx}}.}
Это уравнение приводится к линейному:
{\displaystyle {\frac {dz}{dx}}+(1-n)a(x)z=(1-n)b(x)}
и может быть решено методом Лагранжа (вариации постоянной) или методом интегрирующего множителя.

### Второй способ
Заменим {\displaystyle y=uv,} тогда:
{\displaystyle {\dot {u}}v+u({\dot {v}}+a(x)v)=b(x)(uv)^{n}.}
Подберем {\displaystyle v(x)\not \equiv 0} так, чтобы было
{\displaystyle {\dot {v}}+a(x)v=0,}
для этого достаточно решить уравнение с разделяющимися переменными 1-го порядка. После этого для определения {\displaystyle u} получаем уравнение {\displaystyle {\frac {\dot {u}}{u^{n}}}=b(x)v^{n-1}} — уравнение с разделяющимися переменными.

## Пример
Решить уравнение {\displaystyle y'-{\frac {2y}{x}}=-x^{2}y^{2}}.
Решение. Разделим на {\displaystyle y^{2},} получаем:
{\displaystyle y'y^{-2}-{\frac {2}{x}}y^{-1}=-x^{2}.}
Замена переменных {\displaystyle w={\frac {1}{y}}} даёт:
{\displaystyle w'={\frac {-y'}{y^{2}}},}
{\displaystyle w'+{\frac {2}{x}}w=x^{2}.}
{\displaystyle M(x)=e^{-2\int {\frac {1}{x}}dx}=x^{-2}.}
Делим на {\displaystyle M(x)},
{\displaystyle w'x^{2}+2xw=x^{4},}
{\displaystyle \int (wx^{2})'dx=\int x^{4}dx}
{\displaystyle wx^{2}={\frac {1}{5}}x^{5}+C}
{\displaystyle {\frac {1}{y}}x^{2}={\frac {1}{5}}x^{5}+C.}
Результат:
{\displaystyle y={\frac {x^{2}}{{\frac {1}{5}}x^{5}+C}}.}